# Eleocharis plantaginea
Eleocharis plantaginea là loài thực vật có hoa trong họ Cói. Loài này được R. Br. mô tả khoa học đầu tiên năm 1810.